# Quini García
Joaquín García Pérez, más conocido como Quini García (nacido el 12 de julio de 1969 en Barcelona, Cataluña) es un exjugador de baloncesto español. Con 2.00 de estatura, su puesto natural en la cancha era el de alero (baloncesto)
Tras su retirada como jugador inició su carrera como entrenador en el CB Murcia (ACB) Ha entrenado con éxito en Liga EBA en los equipos Costa Urbana Santa Pola - L´Alfás del Pí - CB Myrtia Consiguiendo el ascenso a LEB Plata en tres ocasiones. También ha entrenado en LEB Bronce en los equipos CB Tíjola - CB Torrevieja - Jovent Alayor-Menorca y LEB Plata con Real Murcia Baloncesto
Miembro del gabinete técnico de la Federación Murciana de Baloncesto 2008-2011

## Trayectoria
- Grupo IFA (1988-1989)
- Club Baloncesto Ciudad de Huelva (1989-1991)
- Askatuak (1991-1993)
- C.B. Santfeliuenc (1993-1994)
- CB Murcia (1994-1997)
- Urbis Sercomosa Molina de Segura (1997-1998)
- CB Murcia (1997-1999)
- Urbis Sercomosa Molina de Segura (1999-2000)